# 이페아니 우데제
이페아니 우데제(영어: Ifeanyi Udeze, 1980년 7월 21일 ~ )는 나이지리아의 축구 평론가, 스포츠 방송인, 전직 프로 축구 선수로, 현역 시절 수비수로 활약했다. 현재 라고스에 위치한 브릴라 FM에서 축구 분석가로 활동 중이다.
그는 2002년 FIFA 월드컵에 참가했으며, 주로 레프트백으로 뛰었으나 센터백으로도 기용되었다.

## 구단 경력
우데제는 현역 시절 벤델 인슈어런스, 카발라, PAOK 등에서 활약했으며, 2003년에는 웨스트 브로미치 앨비언에 입단했다.
그는 앨비언에서의 첫 시즌 동안 프리미어리그에 출전했으며, 시즌 후반기에 임대 형식으로 합류하였다. 시즌 종료 후 웨스트 브로미치는 강등되었다.
우데제는 2006년 8월 11일, AEK 아테네와 3년 계약을 체결했으나, 6개월 만인 2007년 1월에 방출되었다.
2007년 7월 4일, 그는 PAOK로 복귀하여 2년 계약을 체결했으나, 만성적인 무릎 부상으로 인해 1군에서 자리를 잡지 못했고, 1년 만에 팀을 떠났다.

## 국가대표팀 경력
우데제는 1997년 포르투갈에서 열린 초대 UEFA–CAF 메리디언컵에서 국제적인 주목을 처음 받았다. 이 대회는 스페인의 차비 에르난데스와 포르투갈의 시망 사브로자가 두각을 나타낸 대회였다. 그는 파니 아문이 이끈 나이지리아 국가대표팀의 일원으로, 결승전에서 스페인을 3–2로 꺾고 우승을 차지했다. 당시 국가대표팀에는 라비우 아폴라비, 조지프 에나카리레, 브라이트 이그비나돌로르, 치지오케 은완크파, 하시무 가르바, 모하메드 알리유 다티 등이 포함되어 있었다.
2001년 성인 국가대표팀에 데뷔한 우데제는 이후 2002년과 2004년 아프리카 네이션스컵, 그리고 2002년 FIFA 월드컵에 참가해 두 경기에 출전했다.
2002년 말리에서 열린 아프리카 네이션스컵에서는 CAF 대회 베스트 일레븐에 선정되었다.
2004년, 우데제는 국가대표 은퇴를 선언하였다. 그의 마지막 국가대표 출전 경기는 2005년에 열린 2006년 FIFA 월드컵 예선 전 앙골라와의 경기였다.